# Барисахо
Барисахо (груз. ბარისახო) — село в Грузии, в муниципалитете Душети края Мцхета-Мтианети. 

## География
Село расположено в северной части края, в 64 километрах по прямой к северо-востоку от центра муниципалитета Душети. Высота центра — 1460 метров над уровнем моря.

## Население
По данным переписи населения 2014 года, в селе проживало 153 человека.
| Год  | Население | Мужчины | Женщины |
| ---- | --------- | ------- | ------- |
| 1926 | 115       | 48      | 67      |
| 2002 | 215       | 130     | 85      |
| 2014 | 153       | 76      | 77      |